# Yuan Kay-shan
Yuan Kay-shan  (chinois traditionnel: 阮奇山; pinyin: Ruǎn Qí Shan ; cantonais: Yún Kèih-sāan), né en 1889 et mort en 1956, est un expert en arts martiaux chinois, maître de wing chun. Dernier de cinq frères, il était aussi connu comme Foshan Yuen Lo Jia, « Yuen le Cinquième de Foshan »",,.

## Étude du wing chun
La maison ancestrale de la famille Yuan était nommée Song Yuen et située à Foshan, au Guangdong. Initialement, le père de Kay-shan père paya pour que Kay-shan et son frère aîné Yuan Chai-Wan deviennent des élèves de Fok Bo-Chuen (霍保全, Huo Bǎoquán; aussi transcrit Kwok Bo-Chuen). 
Plus tard, Ma-Leung Bok, Jiu Gan-Heung, Lo Hao-Po, NgNgau Si, Leung Yan ainsi que Yuan Kay-san et son frère, ont invité le maître Fung Siu Ching à venir enseigner. Fung resta vivre à la maison ancestrale Yuan, où les deux frères combinèrent l'enseignement de leur ancien maître et de ce nouveau maître.
Dans les années 1930, Yuan Chai-Wan fut invité à enseigner au Vietnam, où il fonda la branche Te Nguyen-Công du Wing Chun. Kay-Yuan Shan resta à Foshan, où il se lia d'amitié avec d'autres pratiquants de wing chun dont Yip Man, Yiu Choi, Yip Chung Hong, Hip Lai Chi, Tong Gai et d'autres. Kay-Yuan Shan devint assez proche de Yip Man pour enseigner à son fils Yip Chun la première forme martiale.

## Élèves

### Shum Lung
Le premier et seul élève de Yuan Kay était Shum Lung (également transcrit Sum Nung), dont la famille était récemment revenue d'Amérique du Sud. Initialement élève de Bo Cheung, ce dernier le présenta à Yuan afin de poursuivre son entraînement. Au fil des années, Yuan Kay-shan et Shum Lung passèrent beaucoup de temps ensemble, et sous les conseils de Yuan, Shum continua d'affiner son art. A la disparition de Kay-shan, Shum Nung nomma son style Yuen Kay-shan Wing Chun Kuen, en l'honneur et la mémoire de son maître.

### Wong Jing
Yuan Kay-shan aurait également enseigné à Wong Jing, l'un de ses amis.

## Lignée
| Lignée en wing chun    |                                         |
| sifus                  | Fok Bo-Chuen (霍保全), Fung Ching Siu - |
| Yuan Kay-shan (阮奇山) |                                         |
| élèves                 | Shum Lung (岑能), Wong Jing             |